# دومينغو مونيوث دوك
دومينغو مونيوث دوك (بالإسبانية: Aníbal Muñoz Duque)‏ هو عالم عقيدة كولومبي، ولد في 3 أكتوبر 1908 في Santa Rosa de Osos ‏ في كولومبيا، وتوفي في 15 يناير 1987 في بوغوتا في كولومبيا.